# Mussey
Mussey ist ein Ortsteil und eine ehemalige französische Gemeinde im Département Meuse in der Region Grand Est.
Zum 1. Januar 1973 bildeten die bis dahin eigenständigen Gemeinden Mussey, Bussy-la-Côte und Varney die neue Gemeinde Val-d’Ornain.

## Sehenswürdigkeiten
- Kirche St-Nicolas, Monument historique seit 1994
- Rathaus und Schule, erbaut 1883